# Chris Walker-Hebborn
Christopher James „Chris“ Walker-Hebborn (* 1. Juli 1990 in Enfield, London) ist ein britischer Schwimmer. Er startet vorwiegend im Rückenschwimmen sowie in Freistil- und Lagenstaffeln.

## Werdegang
Chris Walker-Hebborn feierte 2008 seine ersten internationalen Erfolge, als er bei den Juniorenweltmeisterschaften in Monterrey Bronze über 100 m Rücken und zweimal Gold in Staffelwettbewerben sowie anschließend bei den Junioreneuropameisterschaften in Belgrad vier Goldmedaillen gewann. Ein Jahr später wurde er erstmals britischer Meister über 200 m Rücken und qualifizierte sich damit für die Schwimmweltmeisterschaften 2009 in Rom, wo er im Halbfinale als Neunter ausschied. Bei den Commonwealth Games 2010 verpasste er als Vierter nur knapp eine Medaille über 200 m Rücken. 2011 konnte er sich erneut für die Weltmeisterschaften qualifizieren, überstand jedoch weder über 100 noch über 200 m Rücken die Vorläufe. Auch bei den Kurzbahneuropameisterschaften 2011 kam er bei seinen Einzelstarts nicht über die Vorläufe hinaus. Mit den britischen Staffeln über 4 × 50 m Freistil und Lagen wurde er Siebter bzw. Fünfter. 2012 nahm er an den Olympischen Spielen in seiner Heimatstadt London teil, schied aber erneut bei seinen beiden Starts über 100 und 200 m Rücken in den Vorläufen aus. Er nahm an den Kurzbahnweltmeisterschaften 2012 teil, wo seine beste Platzierung Rang 7 mit der 4 × 200-m-Freistilstaffel wurde.

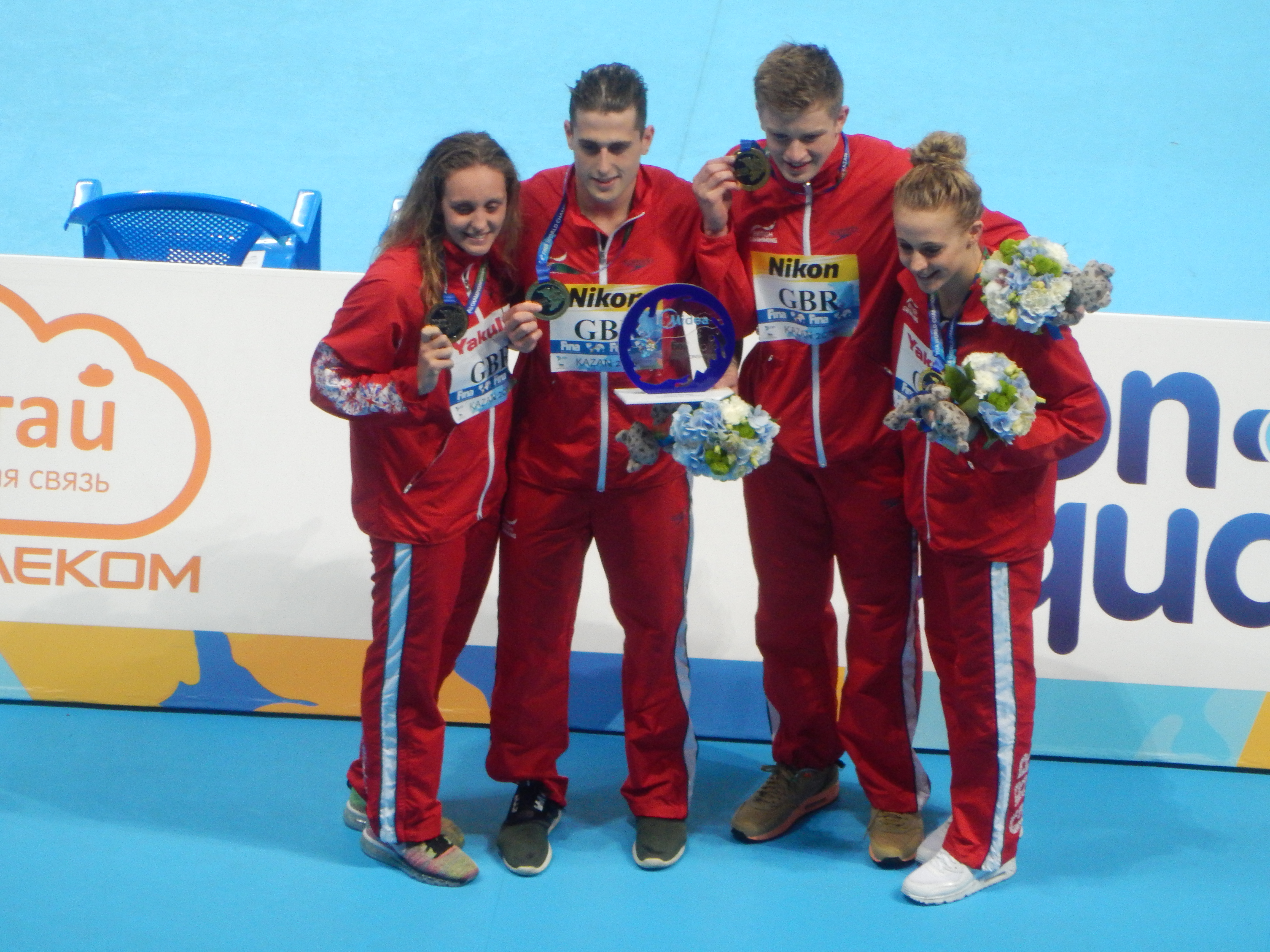
Walker-Hebborn (2. v. l.) bei der Siegerehrung Mixed-Staffel Weltmeisterschaften 2015

Bei den Schwimmweltmeisterschaften 2013 in Barcelona erreichte Walker-Hebborn über 100 und 200 m Rücken die Halbfinals. Ende 2013 gewann er bei den Kurzbahneuropameisterschaften in Herning mit Silber über 100 m Rücken seine erste Medaille bei einem internationalen Großereignis im Seniorenbereich. Der ursprünglich zweitplatzierte Russe Witali Melnikow wurde wegen Dopings disqualifiziert. Mit der Mixed-Staffel über 4 × 50 m Lagen wurde er Fünfter.
2014 wurde das bis dato erfolgreichste Jahr seiner Karriere. Bei den Commonwealth Games in Glasgow gewann er Gold über 100 m Rücken und wurde über 50 m Rücken Vierter. Eine zweite Goldmedaille gewann er mit der Staffel über 4 × 100 m Lagen. Für die 4 × 100-m-Freistilstaffel, die Bronze gewann, kam er im Vorlauf zum Einsatz. Wenige Wochen später wurde er bei den Europameisterschaften in Berlin Europameister über 100 m Rücken sowie mit den Staffeln über 4 × 100 m Lagen der Männer und im Mixed. Über 50 m Rücken gewann er zudem Bronze. Bei den Kurzbahnweltmeisterschaften 2014 in Doha gewann er mit der Mixed-Staffel über 4 × 50 m Lagen Silber. Mit den Männerstaffeln über 4 × 50 m und 4 × 100 m Lagen wurde er jeweils Fünfter, im Einzel über 50 m Rücken Siebter.
Bei den Schwimmweltmeisterschaften 2015 in Kasan erreichte er das Finale über 100 m Rücken und wurde Fünfter. Mit der Mixed-Staffel über 4 × 100 m Lagen wurde er in neuer Weltrekordzeit Weltmeister; mit der Männerstaffel verpasste er als Vierter eine Medaille nur knapp. Bei den Kurzbahneuropameisterschaften 2015 gewann er Silber über 50 und Bronze über 100 m Rücken. 2016 wurde Walker-Hebborn in London zweifacher Europameister mit den Staffeln über 4 × 100 m Freistil der Männer und im Mixed. Bei seinen beiden Einzelstarts über 50 und 100 m Rücken schied er im Halbfinale aus.
Walker-Hebborn ist mehrfacher britischer Meister im Rückenschwimmen. Er ist mit seiner Teamkollegin Siobhan-Marie O’Connor liiert und trainiert in Bath bei Dave McNulty und Graeme Antwhistle.

## Bestzeiten und Rekorde
| Persönliche Bestzeiten                                                                        | Persönliche Bestzeiten                                                                        | Persönliche Bestzeiten                                                                        | Persönliche Bestzeiten                                                                        | Persönliche Bestzeiten | Persönliche Bestzeiten | Persönliche Bestzeiten |
| Disziplin                                                                                     | Langbahn                                                                                      | Langbahn                                                                                      | Langbahn                                                                                      | Kurzbahn               | Kurzbahn               | Kurzbahn               |
| --------------------------------------------------------------------------------------------- | --------------------------------------------------------------------------------------------- | --------------------------------------------------------------------------------------------- | --------------------------------------------------------------------------------------------- | ---------------------- | ---------------------- | ---------------------- |
| 50 m Rücken                                                                                   | 00:24,92 min                                                                                  | 26. Juli 2014                                                                                 | Glasgow                                                                                       | BR 00:23,09 min        | 6. Dezember 2015       | Netanja                |
| 50 m Rücken                                                                                   | 00:24,92 min                                                                                  | 15. April 2015                                                                                | London                                                                                        | BR 00:23,09 min        | 6. Dezember 2015       | Netanja                |
| 100 m Rücken                                                                                  | 00:52,88 min                                                                                  | 14. April 2015                                                                                | London                                                                                        | 00:50,35 min           | 4. Dezember 2015       | Netanja                |
| 200 m Rücken                                                                                  | 01:56,05 min                                                                                  | 30. Juli 2009                                                                                 | Rom                                                                                           | BR 01:50,73 min        | 6. August 2009         | Leeds                  |
| Weltrekord                                                                                    |                                                                                               |                                                                                               |                                                                                               |                        |                        |                        |
| 4 × 100 m Lagen Mixed Langbahn (mit Adam Peaty, Siobhan-Marie O’Connor und Francesca Halsall) | 4 × 100 m Lagen Mixed Langbahn (mit Adam Peaty, Siobhan-Marie O’Connor und Francesca Halsall) | 4 × 100 m Lagen Mixed Langbahn (mit Adam Peaty, Siobhan-Marie O’Connor und Francesca Halsall) | 4 × 100 m Lagen Mixed Langbahn (mit Adam Peaty, Siobhan-Marie O’Connor und Francesca Halsall) | 03:41,71 min           | 5. August 2015         | Kasan                  |
| Europarekord                                                                                  |                                                                                               |                                                                                               |                                                                                               |                        |                        |                        |
| 4 × 50 m Lagen Mixed Kurzbahn (mit Adam Peaty, Siobhan-Marie O’Connor und Francesca Halsall)  | 4 × 50 m Lagen Mixed Kurzbahn (mit Adam Peaty, Siobhan-Marie O’Connor und Francesca Halsall)  | 4 × 50 m Lagen Mixed Kurzbahn (mit Adam Peaty, Siobhan-Marie O’Connor und Francesca Halsall)  | 4 × 50 m Lagen Mixed Kurzbahn (mit Adam Peaty, Siobhan-Marie O’Connor und Francesca Halsall)  | 01:37,46 min           | 4. Dezember 2014       | Doha                   |
| BR = Britischer Rekord; Stand: 30. Juli 2016                                                  |                                                                                               |                                                                                               |                                                                                               |                        |                        |                        |